# Харьино
Харьино — деревня в Новомосковском административном округе Москвы  (до 1 июля 2012 года была в составе Ленинского района Московской области). Входит в состав поселения Филимонковское.

## История
Название деревни, предположительно, произошло от некалендарного личного имени Харя.
В XIX веке деревня Харино входила в состав Десенской волости Подольского уезда. В 1899 году в деревне проживало 126 человек.
Согласно Всероссийской переписи, в 2002 году в деревне проживало 36 человек (18 мужчин и 18 женщин). В 2005 году в деревне проживало 24 человека. На 2010 год постоянное население деревни 73 человека.

## Расположение
Деревня Харьино находится примерно в 6 км к юго-западу от центра города Московский. Ближайший населённый пункт — деревня Староселье. Рядом протекает река Незнайка.